# Egmond-pier-Egmond
De GP Groot Egmond-pier-Egmond is een strandrace-mountainbikewedstrijd gehouden in Egmond aan Zee. Deze wordt elk jaar in het begin van januari verreden en bedraagt circa 38 kilometer. Zoals de naam al zegt, loopt het parcours vanaf Egmond aan Zee naar de pier bij Tata Steel en weer terug. Vanaf de Boulevard Noord in Egmond aan Zee gaan de deelnemers het strand op om rechtstreeks naar het keerpunt bij de pier in Velsen Noord te rijden. Hier wordt het strand verlaten, om na een kilometer alweer terug te keren en richting Wijk aan Zee te gaan. In Wijk aan zee wacht een 500 meter lange klim met een maximaal stijgingspercentage van 8% op de strandracers. Een jaarlijks fenomeen hierbij is het 'klimklassement'. Eenmaal terug op het strand is de strandafgang van Castricum aan Zee de op een na laatste voordat de finish nadert in Egmond aan Zee. In Castricum aan Zee bevindt zich een technisch stuk dat al jaren een van de bepalende momenten in de wedstrijd is.
De GP Groot Egmond-pier-Egmond is zowel voor de wedstrijd als de recreatieve rijder. De rijders zijn ingedeeld in verschillende startvakken. De deelnemers worden om de 4 minuten losgelaten uit de verschillende startvakken. De wedstrijdrijders natuurlijk voorop, achtervolgd door de startlicentie, bussiness en recreatieve rijders.
De eerste editie werd verreden in 1998. De wedstrijd werd afgelast in 2005, 2010, 2021 en 2022. In 2015 was deze wedstrijd tevens het Nederlands kampioenschap strandracen. Richard Jansen en Pauliena Rooijakkers veroverden daarmee de nationale titel. Het evenement wordt jaarlijks georganiseerd door Le Champion.

## Lijst van winnaars

### Mannen
| Jaar | Goud                | Zilver            | Brons               |
| ---- | ------------------- | ----------------- | ------------------- |
| 2025 | Timothy Dupont      | Ramon Sinkeldam   | Pepijn Veenings     |
| 2024 | Ramon Sinkeldam     | Rick van Breda    | Jonas Rickaert      |
| 2023 | Stijn Appel         | Jordi Warlop      | Thomas Joseph       |
| 2022 | afgelast            | afgelast          | afgelast            |
| 2021 | afgelast            | afgelast          | afgelast            |
| 2020 | Sebastian Langeveld | Johnny Hoogerland | Stijn Appel         |
| 2019 | Timothy Dupont      | Lars Boom         | Ivar Slik           |
| 2018 | Jasper Ockeloen     | Rick van Breda    | Ramon Sinkeldam     |
| 2017 | Jordy Buskermolen   | Timothy Dupont    | Joris Blokker       |
| 2016 | Timothy Dupont      | Bram Imming       | Jasper Ockeloen     |
| 2015 | Richard Jansen      | Bram Imming       | Sebastian Langeveld |
| 2014 | Sebastian Langeveld | Bram Rood         | Kevin Van Hoovels   |
| 2013 | Rob van der Niet    | Kevin Van Hoovels | Roy Rotteveel       |
| 2012 | Rob van der Niet    | Sander Lormans    | Kevin Van Hoovels   |
| 2011 | Ramses Bekkenk      | Nicolas Vermeulen | Kevin Van Hoovels   |
| 2010 | afgelast            | afgelast          | afgelast            |
| 2009 | Sebastian Langeveld | Nico Berckmans    | Sander Lormans      |
| 2008 | Sander Lormans      | Bram Rood         | Ramses Bekkenk      |
| 2007 | Andy Cappelle       | Bart Brentjens    | Mathijs Wagenaar    |
| 2006 | Erik Dekker         | Thomas Dekker     | Sander Lormans      |
| 2005 | afgelast            | afgelast          | afgelast            |
| 2004 | Thijs Al            | Bart Brentjens    | Jan Weevers         |
| 2003 | Andy Cappelle       | Bart Brentjens    | Thijs Al            |
| 2002 | Jan Weevers         | Bart Brentjens    | Sander Lormans      |
| 2001 | Jan Weevers         |                   |                     |
| 2000 | Roger Smeets        |                   |                     |
| 1999 | Gert-Jan Theunisse  | Ed Scholte        | Bart Brentjens      |
| 1998 | Jan Weevers         | Patrick Tolhoek   | Steven De Jongh     |

### Vrouwen
| Jaar | Goud                 | Zilver                 | Brons                     |
| ---- | -------------------- | ---------------------- | ------------------------- |
| 2025 | Puck Pinxt           | Marjet Groen           | Tirza Wisse               |
| 2024 | Tessa Neefjes        | Riejanne Markus        | Maud Rijnbeek             |
| 2023 | Riejanne Markus      | Pauliena Rooijakkers   | Tessa Neefjes             |
| 2022 | afgelast             | afgelast               | afgelast                  |
| 2021 | afgelast             | afgelast               | afgelast                  |
| 2020 | Tessa Neefjes        | Maud Rijnbeek          | Grace Verbeke             |
| 2019 | Rozanne Slik         | Nina Kessler           | Grace Verbeke             |
| 2018 | Nina Kessler         | Rozanne Slik           | Ellen van Dijk            |
| 2017 | Pauliena Rooijakkers | Nina Kessler           | Roxane Knetemann          |
| 2016 | Roxane Knetemann     | Nina Kessler           | Rozanne Slik              |
| 2015 | Pauliena Rooijakkers | Roxane Knetemann       | Iris Slappendel           |
| 2014 | Marianne Vos         | Roxane Knetemann       | Alieke Hoogenboom         |
| 2013 | Marianne Vos         | Iris Slappendel        | Alieke Hoogenboom         |
| 2012 | Lucinda Brand        | Inne Gantois           | Monique Arkenbout-Andries |
| 2011 | Alieke Hoogenboom    | Arielle Boek-van Meurs | Kim Saenen                |
| 2010 | afgelast             | afgelast               | afgelast                  |
| 2009 | Gabrielle Rovers     | Ingrid van Lubek       | Adrie Visser              |
| 2008 | Gabrielle Rovers     | Merel Koenen           | Joyce Vanderbeken         |
| 2007 | Ariëlle van Meurs    | Riikka Kelja           | Ingrid van Lubek          |
| 2006 | Adrie Visser         | Ingrid van Lubek       | Riikka Kelja              |
| 2005 | afgelast             | afgelast               | afgelast                  |
| 2004 | Suzanne de Goede     | Merel Koenen           | Ariëlle van Meurs         |
| 2003 | Suzanne de Goede     | Leontien van Moorsel   | Lenie Dijkstra            |
| 2002 | Leontien van Moorsel |                        |                           |
| 2001 | Leontien van Moorsel |                        |                           |
| 2000 | Lenie Dijkstra       |                        |                           |
| 1999 | Jacqueline Van Vliet | Bianca Van Dijk        | Ingrid van Lubek          |
| 1998 | Katinka Wiltenburg   |                        |                           |